# Cork North-Central (kiesdistrict)
Corl North–Central is een kiesdistrict in de Republiek Ierland voor de verkiezing voor Dáil Éireann, het lagerhuis van het Ierse parlement. Het werd ingesteld bij de herindeling van kiesdistricten in 1980 en deed in 1981 voor het eerst dienst als kiesdistrict. Oorspronkelijk telde het 5 zetels, sinds 2007 nog 4.
Het district omvat het noordelijke deel van de stad Cork, de grens met Cork South–Central wordt gevormd door de rivier de Lee. Het district heeft sinds 2007 4 zetels. In 2014, bij de laatste herindeling van kiesdistricten, wijzigden de grenzen van het district zonder dat dit invloed had op het aantal zetels.
Bij de herindeling van kiesdistricten, in 2004, was het district kleiner geworden en 1 zetel kwijtgeraakt. Bij de verkiezingen in 2007 bleek dat Fianna Fáil die zetel moest inleveren, de partij hield 2 zetels over, Fine Gael en Labour konden beide hun zetel handhaven.
In 2017 behaalden zowel Fianna Fáil, Sinn Féin, Fine Gael en People Before Profit een zetel. Dat betekende dat Fianna Fáil een zetel verloor, en dat Labour zijn ene zetel kwijtraakte aan PBP.

## Referendum
Bij het abortusreferendum in 2018 stemde in het kiesdistrict 64,0% van de opgekomen kiezers voor afschaffing van het abortusverbod in de grondwet.